# Кошка (Румунія)
Кошка (рум. Coșca) — село у повіті Васлуй в Румунії. Входить до складу комуни Івенешть.
Село розташоване на відстані 271 км на північний схід від Бухареста, 20 км на захід від Васлуя, 53 км на південь від Ясс, 146 км на північ від Галаца.

## Населення
За даними перепису населення 2002 року у селі проживали 420 осіб, усі — румуни. Усі жителі села рідною мовою назвали румунську.